# Élections municipales de 1977 à Québec
Les élections municipales de 1977 à Québec se sont déroulées le 13 novembre 1977.

## Contexte
À la suite du départ du maire Gilles Lamontagne, le Progrès civique se tourne vers Jean Pelletier, homme d'affaires de la ville et président du Carnaval de Québec en 1973.

## Résultats

### Mairie
| Jean Pelletier        | Progrès civique           | 31 814                | 60 % |     |
| Pierre Racicot        | Rassemblement populaire   | 13 162                | 25 % |     |
| Paul Daoust           | Parti municipal de Québec | 7 227                 | 14 % |     |
| Taux de participation | Taux de participation     | Taux de participation | 0 %  | 0 % |

### Districts électoraux
Tous les districts sont remportés par le Progrès civique.

#### Limoilou
- Limoilou n°1 : Claude Lemieux
- Limoilou n°2 : J.-A. Charland
- Limoilou n°3 : Jean-Guy Drolet
- Limoilou n°4 : Jacques Boudreau

#### Saint-Roch-Saint-Sauveur
- Saint-Roch-Saint-Sauveur n°1 : Yvon Vézina
- Saint-Roch-Saint-Sauveur n°2 : André Tremblay
- Saint-Roch-Saint-Sauveur n°3 : Gérard Marcotte
- Saint-Roch-Saint-Sauveur n°4 : Alfred Roy

#### Champlain
- Champlain n°1 : Jean-Paul Morency
- Champlain n°2 : Olivier Samson (5 963 voix)
- Champlain n°3 :
- Champlain n°4 :

#### Banlieue
- Les Saules : Romain Langlois (1 895 voix)
- Duberger : Emilien Careau
- Neufchâtel : Léonce Bouchard
- Charlesbourg-Ouest : Marc-Omer Giroux